# سان فيلايو دي يوبريغات
بلدية سانت فيليوْ دي يوبريغات (بالكاتالانية: Sant Feliu de Llobregat) هي إحدى بلديات مقاطعة برشلونة، والتي تقع في منطقة كاتالونيا، شرق إسبانيا.
يبلغ عدد سكانها 42.273 نسمة وفقاً لإحصائية سنة (2007).

## أعلام
- خوان كارلوس نافارو
- إنركيتا مارتي
- سيرجيو أيالا